# Rembun (Dampit)
Rembun is een bestuurslaag in het regentschap Malang van de provincie Oost-Java, Indonesië. Rembun telt 5137 inwoners (volkstelling 2010).